# Handball-Oberliga Baden-Württemberg der Männer 2021/22
Die Handball-Oberliga Baden-Württemberg 2021/22 wurde unter dem Dach der Handballverbände Baden, Südbaden und  Württemberg organisiert und ist die höchste Spielklasse des Verbundes. Die Oberliga – BW  ist nach der Bundesliga, der 2. Bundesliga und der 3. Liga eine der vierthöchsten Spielklassen im deutschen Handball.

## Saisonverlauf
Die Handball-Oberliga Baden-Württemberg 2021/22 war die zweiundzwanzigste Ausspielung dieser Handballliga.

### Modus
Sechzehn Mannschaften spielten eine Vor- und Rückrunde. Nach Abschluss der daraus resultierenden Spieltage sind Meister und Vizemeister in die 3. Liga aufgestiegen und die letzten fünf Mannschaften in die Verbandsligen abgestiegen.

## Teilnehmer

Handballverband Baden

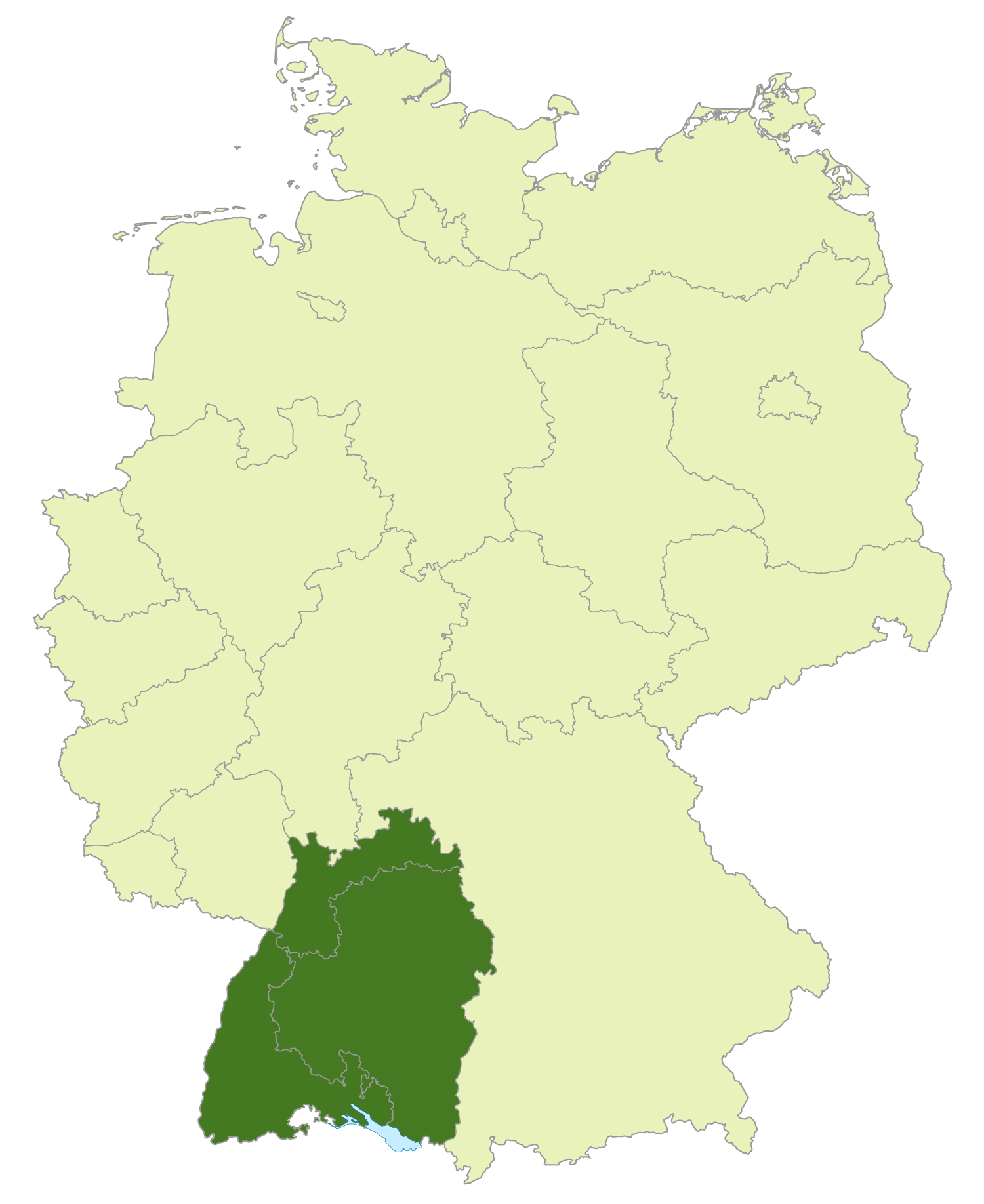
Bereich Handball-Oberliga
Baden-Württemberg

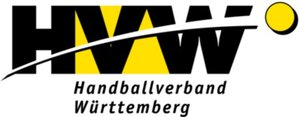
Handballverband Württemberg

Nicht mehr dabei waren die Auf- und Absteiger der Vorsaison. Neu hinzukam die HSG Konstanz 2 als Absteiger aus der 3. Liga.

### Abschlussplatzierungen
|  1. SG Köndringen/Teningen  2. TVS 1907 Baden-Baden - 3. SG H2Ku Herrenberg - 4. HC Neuenbürg 2000 - 5. TSB Schwäbisch Gmünd - 6. TSV Weinsberg - 7. TV Bittenfeld 2 - 8. HSG Konstanz 2 (A) - 9. TSV Heiningen 1892 - 10 TV Weilstetten - 11 TuS Steißlingen  12 TSV Birkenau  13 TuS Schutterwald  14 TSV Schmiden  15 TSV Zizishausen  16. SV Fellbach |

(A) = Absteiger aus der 3. Liga (N) = neu in der Liga
  Meister und Aufsteiger zur 3. Liga 2022/23
  Vizemeister und Aufsteiger zur 3. Liga 2022/23
- Für die Oberliga 2022/23 qualifiziert